# Monardia modica
Monardia modica är en tvåvingeart som beskrevs av Jaschhof 2004. Monardia modica ingår i släktet Monardia och familjen gallmyggor. Inga underarter finns listade i Catalogue of Life.